# Actinanthella
Actinanthella är ett släkte av tvåhjärtbladiga växter. Actinanthella ingår i familjen Loranthaceae.
Kladogram enligt Catalogue of Life:
| Actinanthella | \| \| Actinanthella menyharthii \| \| \| \| \| \| Actinanthella wyliei \| \| \| \| |
|               | \| \| Actinanthella menyharthii \| \| \| \| \| \| Actinanthella wyliei \| \| \| \| |
|               | Actinanthella menyharthii                                                          |
|               |                                                                                    |
|               | Actinanthella wyliei                                                               |
|               |                                                                                    |